# Herbert King
Herbert García King (Santa Marta; 16 de diciembre de 1963 - Bogotá; 2 de agosto de 2018) más conocido como Herbert King, fue un actor colombiano de cine y televisión con amplia carrera que inició a comienzos de 1990. 
Fue hermano de los futbolistas y entrenadores Alex Alberto García King y Radamel García King, siendo además tío del destacado delantero colombiano Radamel Falcao.

## Carrera
En su juventud se mudó a Inglaterra donde tuvo su formación en arte dramático. De regreso a su país natal se trasladó a Bogotá para empezar su carrera como actor. 
Tras una pequeña aparición en la serie La alternativa del escorpión, se integró en el elenco de Guajira, una popular telenovela del año 1996 realizada por Canal RCN. 
Dos años después, interpretó a Bernabé Pipo en el largometraje Golpe de estadio de Sergio Cabrera. En el año 1999, se integró en el elenco de la serie Francisco el Matemático interpretando a Octavio Tobón.
En el año 2000, participó en la telenovela Alejo, la búsqueda del amor seguida de apariciones en las telenovelas Pedro el escamoso, Pasión de gavilanes, La saga, negocio de familia, La Tormenta, En los tacones de Eva y Nuevo rico, nuevo pobre. También en la misma década, se integró el elenco de películas como Perder es cuestión de método, Mi abuelo, mi papá y yo y La ministra inmoral.
En el año 2010, su participación en la televisión colombiana siguió siendo activa registrando apariciones en series y telenovelas como El Capo, Sin tetas no hay paraíso, Bella Calamidades, ¿Dónde carajos está Umaña?, Tres Caínes y Diomedes, el Cacique de La Junta. 
En el año 2017, actuó en la película española Loving Pablo dirigida por Fernando León de Aranoa.
Falleció el 2 de agosto de 2018 debido a un infarto en la clínica La Colina en Bogotá (Colombia).

## Filmografía

### Cine y televisión
| - 1992 - La alternativa del escorpión - 1996 - Guajira - 1998 - Golpe de estadio en el personaje de Bernabé Pipo. - 1999 - Francisco el Matemático en el personaje de Octavio Tobón. - 2000 - Alejo, la búsqueda del amor en el personaje de Jaime Díaz. - 2001-2003 - Pedro el escamoso - 2003-2004 - Pasión de gavilanes - 2004 - Perder es cuestión de método - 2004-2005 - La saga, negocio de familia - 2004-2006 - Casados con hijos - 2005-2006 - La tormenta - 2005 - Mi abuelo, mi papá y yo - 2005-2006 - Juego limpio - 2006-2008 - En los tacones de Eva - 2006 - Sin tetas no hay paraíso | - 2007 - La ministra inmoral - 2007-2008 - Nuevo rico, nuevo pobre - 2008 - Doña Bárbara en el personaje de Don Encarnación Matute. - 2008-2009 - Sin senos no hay paraíso - 2009-2010 - El capo - 2010 - Bella Calamidades en el personaje de Comisario Romero. - 2010 - Ojo por ojo - 2010 - Sin tetas no hay paraíso - 2012-2013 - ¿Dónde carajos está Umaña? - 2012-2013 - Lynch - 2013 - Tres Caínes - 2013 - A mano limpia 2 - 2015 - Diomedes, el Cacique de La Junta - 2017 - Loving Pablo - 2019 - Las muñecas de la mafia 2 |